# Tribalus comes
Tribalus comes är en skalbaggsart som beskrevs av Cooman 1955. Tribalus comes ingår i släktet Tribalus och familjen stumpbaggar. Inga underarter finns listade i Catalogue of Life.